# Championnat d'Irlande du Nord de football 1937-1938
Navigation
Édition précédente Édition suivante
Le 44e Championnat d'Irlande du Nord de football se déroule en 1937-1938. 
Belfast Celtic remporte le championnat. C’est son douzième titre national et son troisième consécutif. Le club catholique de Belfast réalise pour la deuxième fois consécutive le doublé coupe/championnat en remportant, aux dépens de Bangor FC la Coupe d’Irlande du nord.
Pour la troisième fois consécutivement, c’est le club de Londonderry, le Derry City FC qui termine à la deuxième place. Jamais les deux clubs n’ont été aussi proches : ils terminent ex æquo au nombre de points. Un match de barrage est alors organisé pour attribuer le titre de champion. L'affrontement se termine par un match nul 2-2. Un deuxième match de barrage est donc nécessaire. C’est Le Belfast Celtic qui l’emporte 3- 1  contre Derry City FC.

## Les 14 clubs participants
- Ards FC
- Bangor FC
- Ballymena United
- Belfast Celtic
- Cliftonville FC
- Coleraine FC
- Derry City FC
- Distillery FC
- Glenavon FC
- Glentoran FC
- Larne FC
- Linfield FC
- Newry Town
- Portadown FC

## Classement
| Rang | Équipe           | Pts | J  | G  | N | P  | Bp | Bc | Diff |
| ---- | ---------------- | --- | -- | -- | - | -- | -- | -- | ---- |
| 1    | Belfast Celtic   | 41  | 26 | 18 | 5 | 3  | 88 | 24 | +64  |
| 2    | Derry City FC    | 41  | 26 | 20 | 1 | 5  | 81 | 40 | +41  |
| 3    | Portadown FC     | 37  | 26 | 16 | 5 | 5  | 67 | 32 | +35  |
| 4    | Linfield FC      | 37  | 26 | 16 | 5 | 5  | 78 | 38 | +40  |
| 5    | Ballymena United | 33  | 26 | 14 | 5 | 7  | 72 | 55 | +17  |
| 6    | Glentoran FC     | 32  | 26 | 15 | 2 | 9  | 64 | 57 | +7   |
| 7    | Newry Town       | 26  | 26 | 10 | 6 | 10 | 63 | 49 | +14  |
| 8    | Distillery FC    | 26  | 26 | 10 | 6 | 10 | 51 | 61 | -10  |
| 9    | Ards FC          | 18  | 26 | 7  | 4 | 15 | 43 | 66 | -23  |
| 10   | Glenavon FC      | 17  | 26 | 6  | 5 | 15 | 36 | 65 | -29  |
| 11   | Bangor FC        | 16  | 26 | 7  | 2 | 17 | 39 | 62 | -23  |
| 12   | Larne FC         | 15  | 26 | 6  | 3 | 17 | 48 | 87 | -39  |
| 13   | Coleraine FC     | 15  | 26 | 5  | 5 | 16 | 40 | 75 | -35  |
| 14   | Cliftonville FC  | 10  | 26 | 2  | 6 | 18 | 27 | 86 | -59  |

Match de barrage : Belfast Celtic 2-2 puis 3-1 Derry City FC
|  | Champion d'Irlande du Nord |
|  | Relégation                 |

## Bilan de la saison
| Tableau d'Honneur                         |                |
| Compétition                               | Vainqueur      |
| Championnat d'Irlande du Nord de football | Belfast Celtic |
| Coupe d'Irlande du Nord de football       | Belfast Celtic |

| Promotions et relégations |       |
| Relégués                  | Aucun |
| Promus                    | Aucun |